# Huntingdon (Cambridgeshire)
Huntingdon is een Engelse stad en civil parish in het graafschap Cambridgeshire in de regio East of England. Het is het bestuurlijk centrum van Huntingdonshire, een voormalig graafschap dat in 1974 een district is geworden. Huntingdon ligt aan de rivier Great Ouse en kwam in de Middeleeuwen tot bloei als marktplaats. In de achttiende en negentiende eeuw was het een centrum voor paardenkoetsen.

## Geschiedenis

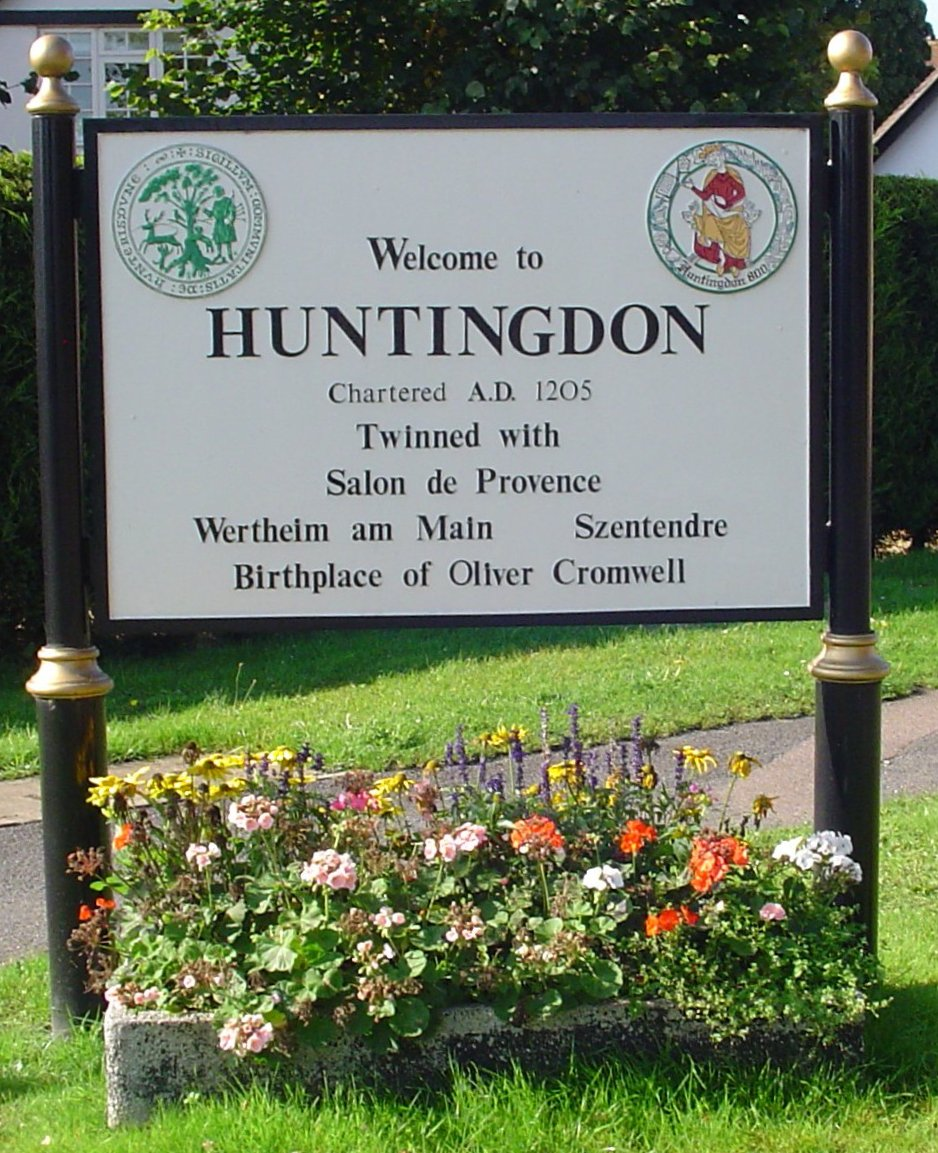
Huntingdon

Huntingdon werd gesticht door de Angelsaksen en de Denen. De plaats wordt al aan het eind van de negende eeuw vermeld in de Angelsaksische Kroniek. Het was van oorsprong waarschijnlijk een uitvalsbasis voor rooftochten in East Anglia door de Denen, die rond 917 naar het zuidwestelijker gelegen Tempsford verhuisden en kort daarna door Eduard de Oudere werden verslagen.
Op zondag 7 augustus 1205 kreeg Huntingdon van koning Jan zonder Land de status van borough. Hierdoor werd de stad een zelfstandige rechtspersoon, die documenten met zijn eigen zegel mocht waarborgen. Als borough had Huntingdon het recht om wekelijks een markt te houden en om zich bij juridische geschillen rechtstreeks tot de koning te wenden.

## Economie
Huntingdon is de vestigingsplaats van onder andere het elektronicabedrijf Quad Electroacoustics, de autofabrikant Lola en het biochemisch concern Huntingdon Life Sciences. Het onderzoekslaboratorium van Huntingdon Life Sciences is tussen 1997 en 2010 regelmatig in het nieuws geweest door de felle protesten en de undercoveracties van het Animal Liberation Front en de beweging Stop Huntingdon Animal Cruelty tegen de wrede behandeling van dieren bij het testen van medicijnen.
De Britse politicus John Major was van 1979-2001 parlementslid voor het kiesdistrict Huntingdon.

## Geboren
- Oliver Cromwell (1599-1658), militair, staatsman en lord protector van Engeland, Schotland en Ierland. Het Cromwell Museum in Huntingdon vertelt zijn levensverhaal.
- Richard Cromwell (1626-1712), lord protector van Engeland, Schotland en Ierland en zoon van Oliver Cromwell
- Jamie Lidell (1973), musicus en soulzanger
- Todd Kane (1993), voetballer

Grote plaatsen: Huntingdon · Ramsey · St Ives · St Neots

Kleine plaatsen: Abbots Ripton · Abbotsley · Alconbury · Alconbury Weston · Alwalton · Barham · Bury · Bluntisham · Brampton · Brington · Broughton · Buckden · Buckworth · Bythorn · Catworth · Chesterton · Colne · Connington · Coppingford · Covington · Denton & Caldecote · Diddington · Earith · Easton · Eaton Ford · Eaton Socon · Ellington · Elton · Eynesbury · Farcet · Fenstanton · Folksworth & Washingley · Glatton · Godmanchester · Grafham · Great Gransden · Great, Little and Steeple Gidding · Great Paxton · Great Staughton · Haddon · Hail Weston · Hamerton · Hartford · Hemingford Abbots · Hemingford Grey · Hilton · Holme · Holywell · Houghton · Keyston · Kimbolton · Kings Ripton · Leighton Bromswold · Little Paxton · Molesworth · Morborne · Needingworth · Oldhurst · Old Weston · Perry · Pidley · Sawtry · Spaldwick · Somersham · Southhoe & Midloe · Stibbington · Stilton · Stow Longa · Tetworth · Tilbrook · Toseland · The Offords · The Raveleys · The Stukeleys · Upton · Upwood · Wansford · Warboys · Waresley · Water Newton · Winwick · Wistow · Woodhurst · Woodwalton · Wooley · Yaxley · Yelling